# Louis Mordell
Louis Joel Mordell (28 de enero de 1888 - 12 de marzo de 1972) fue un matemático británico nacido en Estados Unidos, conocido por su investigación pionera en teoría de números. Nació en Filadelfia, Estados Unidos, en una familia de origen judío de procedencia lituana.

## Educación
Mordell se educó a partir de 1906 en la Universidad de Cambridge, donde completó las pruebas de acceso como estudiante del Saint John's College, después de superar exitosamente el examen para obtener una beca.

## Investigación
Después de graduarse, Mordell comenzó su investigación de forma independiente en particular sobre ecuaciones diofánticas: la cuestión de la existencia de puntos de coordenadas enteras en curvas cúbicas, y el caso especial de lo que ahora se llama una ecuación de Thue, la ecuación de Mordell
y2 = x3 + k.
Obtuvo una plaza en el Birkbeck College de Londres en 1913. Durante la Primera Guerra Mundial estuvo implicado en el esfuerzo de guerra, pero también produjo uno de sus resultados principales, demostrando en 1917 la propiedad multiplicativa de la función tau de Ramanujan. Desarrolló esta prueba mediante los operadores de Hecke, que todavía no eran conocidos con esta denominación en honor de Erich Hecke. En retrospectiva, fue uno de los mayores avances en la teoría de formas modulares, más allá de su estatus como una extraño rincón de la teoría de funciones especiales.
En 1920 pasó a ser docente en el Instituto de Ciencia y Tecnología de la Universidad de Mánchester, convirtiéndose en miembro de la cátedra de matemáticas puras de la Universidad de Mánchester en 1922 y en profesor en 1923. Allí desarrolló una tercera área de interés dentro de la teoría numérica, la geometría numérica. Su trabajo básico en el teorema de Mordell-Weil es de 1921 a 1922, al igual que la formulación de la conjetura de Mordell.
Adoptó la ciudadanía británica en 1929. En Mánchester organizó un nuevo departamento, ofreciendo trabajo a numerosos matemáticos excepcionales que habían sido forzados a dejar sus cargos en el continente europeo. Acogió a Reinhold Baer, G. Billing, Paul Erdős, Chao Ko, Kurt Mahler y Beniamino Segre. También reclutó a John A. Todd, P. Du Val, Harold Davenport y L. C. Young, e invitó a visitantes distinguidos.
En 1945, regresó a Cambridge como miembro del St. John's College, cuando fue elegido para el puesto de Profesor Sadleiriano, y se convirtió en Jefe de Departamento. Se retiró oficialmente en 1953. Fue en esta época cuando tuvo sus únicos estudiantes de investigación formales, de los que J. W. S. Cassels era uno de ellos. Su idea de supervisar la investigación se dice que implicaba la sugerencia de que una prueba de la transcendencia de la Constante de Euler-Mascheroni probablemente valdría un doctorado. Su libro Diophantine Equations (1969) se basa en sus clases, y da una idea de su estilo discursivo. Se dice que Mordell odiaba los deberes administrativos.

## Anécdota
Mientras visitaba la Universidad de Calgary, el anciano Mordell asistió a los seminarios de Teoría de Números y con frecuencia se quedó dormido durante ellos. De acuerdo con una historia narrada por el teórico de números Richard Guy, jefe del departamento por entonces, después de que Mordell se hubiese quedado dormido, alguien en la audiencia preguntó "¿No es esto el teorema de Stickelberger?" El orador dijo: "No, no lo es". Unos minutos después, la misma persona interrumpió de nuevo y dijo: "¡Estoy seguro de que es el teorema de Stickelberger!" El orador dijo nuevamente que no. La conferencia terminó, y los aplausos despertaron a Mordell, que alzó la vista y señaló la pizarra, diciendo: "¡Ahí está el resultado del viejo Stickelberger!"